# Kragfnittertrast
Kragfnittertrast (Pterorhinus pectoralis) är en fågel i familjen fnittertrastar inom ordningen tättingar. Den förekommer från Nepal österut till södra Kina och norra Vietnam. Arten minskar i antal, men IUCN listar den som livskraftig.

## Utseende
Kragfnittertrasten är en stor (26,5–34,5 cm) brun och vit fnittertrast med ett svartaktigt halsband från örontäckarna och tvärs över bröstet.Den är ytligt sett lik den ej närbesläktade halsbandsfnittertrasten (Garrulax moniliger – kragfnittertrasten kallades tidigare större halsbandsfnittertrast och moniliger för mindre halsbandsfnittertrast), men är större samt har svarta (ej olivbruna) handpennetäckare, bredare halsband, ljus (ej svartaktig) tygel och en fullständig svart kant under örontäckarna. Strupen är enhetligt beige, ej med ett tvåfärgat utseende, och benen är mer skiffergrå än bruna.

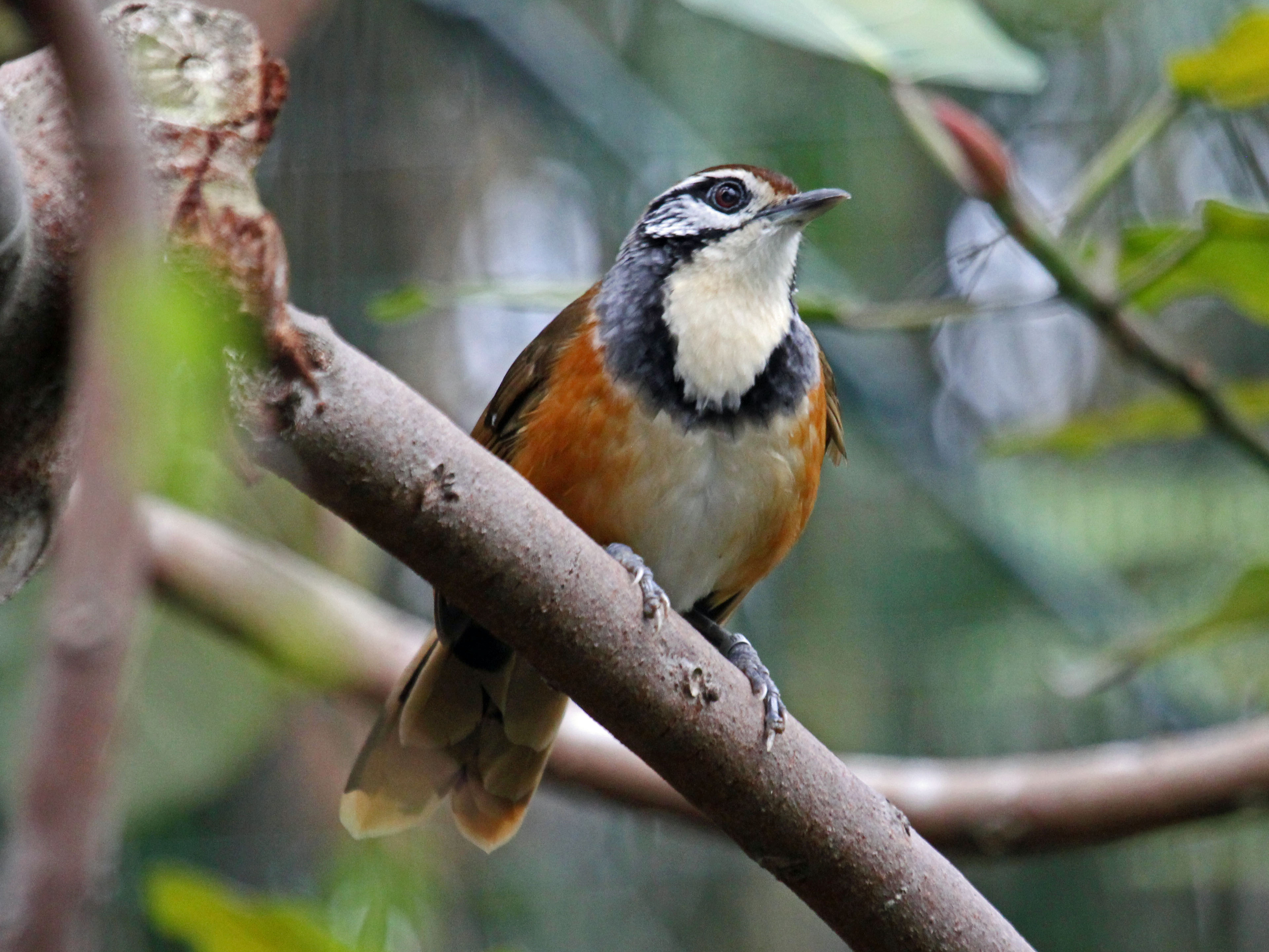

## Läten
Bland de olika sångtyperna hörs en upprepad och klar, något fallande och borttynande ramsa.

## Utbredning och systematik
Kragfnittertrast delas in i sju underarter med följande utbredning:
- Pterorhinus pectoralis pectoralis – centrala Nepal österut till Bhutan, nordöstra Indien, östra Bangladesh, norra, västra och centrala Myanmar samt södra Kina (västra Yunnan)
- Pterorhinus pectoralis subfusus – sydöstra Myanmar till västra Thailand och nordvästra Laos
- Pterorhinus pectoralis robini – södra Kina (södra Yunnan öster om Mekong) till norra Vietnam och nordöstra Laos
- Pterorhinus pectoralis picticollis – östra Kina (från Anhui till Shaanxi, från Fujian och Hunan till Guangdong)
- Pterorhinus pectoralis semitorquatus – ön Hainan (södra Kina)

### Släktestillhörighet
Kragfnittertrast placeras traditionellt i det stora fnittertrastsläktet Garrulax, men den taxonomiska auktoriteten Clements et al lyfte ut den och ett antal andra arter till släktet Ianthocincla efter DNA-studier. Senare studier visar att Garrulax består av flera, äldre utvecklingslinjer, även inom Ianthocincla. Författarna till studien rekommenderar därför att släktet delas upp ytterligare, på så sätt att kragfnittertrast med släktingar lyfts ut till det egna släktet Pterorhinus. Idag följer tongivande International Ornithological Congress och även Clements et al dessa rekommendationer.

## Levnadssätt
Kragfnittertrasten hittas i städsegrön lövskog och blandskog, men även i ungskog, plantage och bambusnår. Den ses upp till 1830 meters höjd, ibland 2000 meter. Födan består av insekter och frukt. Den ses ofta i stora flockar med upp till 25 fåglar, ofta tillsammans med vittofsad fnittertrast, halsbandsfnittertrast, vitspetsad grönskata och större vimpeldrongo. Arten är stannfågel.

### Häckning
Fågeln häckar mellan februari och augusti. Den stora men grunda boskålen av död bambu, mossa, kvistar och löv placeras från marken och sex meter upp i en buske, ett litet träd, i bambu eller ibland i gräs. Däri lägger den tre till sju ägg. rödvingad skatgök har noterats boparasitera på fågeln.

## Status och hot
Arten har ett stort utbredningsområde och en stor population, men tros minska i antal till följd av habitatförstörelse och fragmentering, dock inte tillräckligt kraftigt för att den ska betraktas som hotad. Internationella naturvårdsunionen IUCN kategoriserar därför arten som livskraftig (LC). Världspopulationen har inte uppskattats men den beskrivs som vanligen frekvent förekommande, dock ovanlig i Nepal.